# The Fugitive
The Fugitive je druhé studiové album anglického skladatele a klávesisty britské hudební skupiny Genesis Tonyho Bankse. Vydáno bylo v roce 1983 vydavatelstvím Charisma Records. Jde o jediné album, které bylo celé nazpíváno autorem.

## Seznam skladeb
Autorem všech skladeb je Tony Banks.
| Pořadí | Název                        | Délka |
| ------ | ---------------------------- | ----- |
| 1.     | This Is Love                 | 5:11  |
| 2.     | Man Of Spells                | 3:46  |
| 3.     | And The Wheels Keep Turning  | 4:48  |
| 4.     | Say You'll Never Leave Me    | 4:32  |
| 5.     | Thirty Three's               | 4:33  |
| 6.     | By You                       | 4:29  |
| 7.     | At The Edge Of Night         | 6:03  |
| 8.     | Charm                        | 5:27  |
| 9.     | Moving Under                 | 6:01  |
| 10.    | K2 (pouze na CD)             | 3:59  |
| 11.    | Sometime Never (pouze na CD) | 3:41  |

## Hudebníci
- Tony Banks: zpěv, klávesy, basa a programované bicí LinnDrum
- Daryl Stuermer: kytary
- Mo Foster: basa
- Tony Beard: bicí a perkuse (skladby 1,4 & 9)
- Steve Gadd: bicí a perkuse (skladby 2,3, 6 & 11)
- Andy Duncan: bicí (skladby 7,8 & 10)

## Přijetí
"Stejně jako jeho pozdější alba nezaznamenalo The Fugitive velký úspěch, přestože mělo potenciál. Žádné sólové album ani jednotlivé singly se v žebříčcích neumístily. Problém Tonyho sólových projektů je, že jsou v přílišné tenzi. Možná by měl psát hudbu pro staré fanoušky Genesis anebo dbát více na většinový vkus...většina skladeb není vyzrálá. Ačkoliv se mi líbí Tonyho hlas, nemyslím si, že se ke všem skladbám hodí. Přesto album stojí za poslech a spolu s albem Still se hodí pro začínající fanoušky sólových projektů Tony Bankse."
Tommy Ender